# Liste der Biografien/Kleu
Liste der Biografien |
Portal Biografien |
Personensuche
# |
A |
B |
C |
D |
E |
F |
G |
H |
I |
J |
K |
L |
M |
N |
O |
P |
Q |
R |
S |
T |
U |
V |
W |
X |
Y |
Z |
?
 
Ka |
Kb |
Kc |
Kd |
Ke |
Kf |
Kg |
Kh |
Ki |
Kj |
Kl |
Km |
Kn |
Ko |
Kp |
Kr |
Ks |
Kt |
Ku |
Kv |
Kw |
Ky |
Kx |
Kz
 
Kla |
Kld |
Kle |
Kli |
Klj |
Klo |
Klu |
Kly
 
Klea |
Kleb |
Klec |
Kled |
Klee |
Klef |
Kleg |
Kleh |
Klei |
Klej |
Klek |
Klem |
Klen |
Kleo |
Klep |
Kler |
Kles |
Klet |
Kleu |
Klev |
Klew |
Kley |
Klez
Die Liste der Biografien führt alle Personen auf, die in der deutschsprachigen Wikipedia einen Artikel haben. Dieses ist eine Teilliste mit 13 Einträgen von Personen, deren Namen mit den Buchstaben „Kleu“ beginnt.

## Kleu

### Kleud
- Kleudgen, Fritz von (1856–1924), deutscher Maler
- Kleudgen, Jörg (* 1968), deutscher Schriftsteller und Musiker

### Kleuk
- Kleukens, Christian Heinrich (1880–1954), deutscher Drucker und Typograph
- Kleukens, Friedrich Wilhelm (1878–1956), deutscher Grafiker und Typograf
- Kleuker, Detlef (1922–1988), deutscher Orgelbauer
- Kleuker, Johann Friedrich (1749–1827), evangelischer Gymnasial- und Hochschullehrer

### Kleun
- Kleunen, Mark van (* 1973), niederländischer Biologe

### Kleus
- Kleus, Elena (* 1932), griechische Schauspielerin und ModelElena Kleus (* 1932)

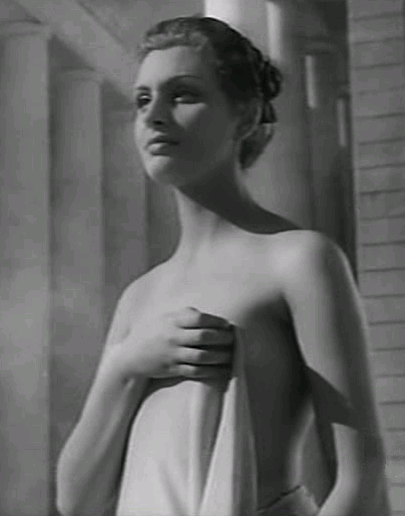
Elena Kleus (* 1932)

- Kleusberg, Alfred (* 1949), deutscher Geodät und Hochschullehrer
- Kleusberg, Herbert (1914–1997), deutscher Arzt und Berliner Politiker (SPD), MdA

### Kleut
- Kleut, Goran D. (* 1975), australischer Schauspieler
- Kleuters, Matthias (1928–2012), deutscher Architekt
- Kleutgen, Josef (1811–1883), deutscher Theologe und Jesuit